# Michele Bonelli
Michele Bonelli světským jménem Antonio Bonelli (25. listopadu 1541 Bosco Marengo, Piemont – 28. března 1598 Řím) byl italský římskokatolický duchovní Řádu bratří kazatelů, biskup, kardinál a camerlengo Svaté římské církve.

## Život
Narodil se 25. listopadu 1541 v Bosco Marengo poblíž města Alessandria jako syn Marca a Domininy de' Gibertis. Byl prasynovcem papeže Pia V. Jeho matka byla dcerou sestry papeže Gardiny.
Roku 1559 vstoupil do Řádu bratří kazatelů a přijal jméno Michele. Po vysvěcení na kněze se stal profesorem teologie v Perugii.
Dne 6. března 1566 jej papež Pius V. ustanovil kardinálem-knězem ze Santa Maria sopra Minerva, kardinálem-synovcem a generálním superintendentem církevního státu. V této funkci byl pověřen četnými diplomatickými misemi.
Jako kardinál prosazoval rekultivaci oblasti známé jako Pantani, která se nachází mezi Trajánovým sloupem a Vespasianovým fórem.
Dne 3. prosince 1568 byl jmenován camerlengem Svaté římské církve a později generálním pro-vikářem Říma.
Dne 8. listopadu 1589 mu byl změněn titul na kardinál-kněz ze San Lorenzo in Lucina a kardinál-protokněz.
Roku 1591 se stal prefektem Posvátné kongregace pro biskupy a řeholníky.
Dne 20. března 1591 byl ustanoven kardinálem-biskupem z Albana. Dne 2. dubna 1591 byl vysvěcen na biskupa. Hlavním světitelem byl kardinál Girolamo Bernerio a spolusvětiteli biskup Vincenzo Casali a biskup Vincenzo Bonardo.
Zemřel 28. března 1598 v Římě. Pohřben byl v bazilice Santa Maria sopra Minerva.